# It's All About
It's All About è l'album d'esordio della band Hard rock degli Spooky Tooth.  La quarta traccia è una cover di Bob Dylan, ed il disco verrà ripubblicato nel 1971 sotto il nome di Tobacco Road.

## Tracce
1. Society's Child - 4:30 (Janis Ian)
2. Love Really Changed Me - 3:33 (Grosvenor, Miller, Wright)
3. Here I Lived So Well - 5:06 (Wright, Grosvenor, Harrison, Miller)
4. Too Much of Nothing - 3:57 (Bob Dylan)
5. Sunshine Help Me - 3:02 (Wright)
6. It's All About a Roundabout - 2:43 (Miller, Wright)
7. Tobacco Road - 5:33 (J.D. Loudermilk)
8. It Hurts You So - 3:03 (Miller, Wright)
9. Forget It, I Got It - 3:26 (Miller, Wright)
10. Bubbles - 2:49 (Grosvenor, Wright)

## Formazione
- Henry McCullough, chitarra, voce
- Chris Stainton, tastiera
- Mike Harrison, tastiera
- Luther Grosvenor, chitarra
- Greg Ridley, basso
- Mike Kellie, batteria